# آن ويتني
آن ويتني (بالإنجليزية: Anne Whitney) هي نحّاتة وكاتِبة وشاعرة أمريكية، ولدت في 2 سبتمبر 1821 في وترتاون في الولايات المتحدة، وتوفيت في 23 يناير 1915 في بوسطن في الولايات المتحدة.

## وصلات خارجية
- آن ويتني على موقع الموسوعة البريطانية (الإنجليزية)